# موسي أباد (جلغة)
موسی أباد (بالفارسية: موسی‌آباد) هي قرية تقع في إيران في قسم جلغة الريفي. يقدر عدد سكانها بـ 1,716 نسمة .